# Baldwin Spencer
Winston Baldwin Spencer (født 8. oktober 1948) er en politiker fra Antigua og Barbuda, der var Antigua og Barbudas premierminister fra 2004 til 2014.
Spencer var leder for partiet UPP (United Progressive Party) og blev landets premierminister den 24. marts 2004, da hans parti, der i flere år havde været i oppossition, vandt flertal ved parlamentsvalget. Den 6. januar 2005 blev han også udenrigsminister i Antigua og Barbuda. Han mistede magten ved parlamentsvalget i 2014 og blev afløst af Gaston Browne.
Spencer er gift og har en søn og en datter.